# Risaralda
Risaralda és un departament sense litoral de Colòmbia. Es troba a la regió central occidental del país i forma part de la regió de Paisa. La seva capital és Pereira.
Va ser separat del departament de Caldas el 1966. Risaralda és molt coneguda per l'alta qualitat del seu cafè, i una indústria en auge: roba, aliments, comerç de béns i serveis.
El territori és molt muntanyenc i té molts tipus de climes en una zona molt petita. La seva proximitat a ports com Buenaventura en l'Oceà Pacífic i a les ciutats més grans de Colòmbia – Bogotà, Cali, Medellín – el converteix en un centre econòmic de ràpid creixement.

## Geografia
El departament de Risaralda, amb una superfície de 3.653 km², es troba en el sector central de la regió centroandina a l'oest del país entre dos grans pols de desenvolupament econòmic (departament d'Antioquia al nord, i sud de la vall de Cauca, que s'estén entre la serralada central i occidental), que baixa cap al Riu Cauca, també limita els departaments de Caldas al nord-est, est del Toindio, sud del Chocó i el Quindio.
El sistema de drenatge del departament consta de dues conques principals, el riu Cauca i el Riu San Juan. Les formacions fisiogràfiques estan cobertes pels massissos volcànics de les cadenes muntanyenques central i occidental, valls planes i estretes formats per les conques fluvials naturals del riu Otún, el riu Cauca, el riu Risaralda i el riu La Vieja.
Els principals llocs són: Nevado de Santa Isabel (Pereira), Cerro de Tatamá (Santuario), Cerro de Caramanta (Mistrató), Alt dels Coloms (Pueblo Rico), Alto de Pelahuevos (APIA), Blade la Serna (Mistrató), San Juan Blade (APIA), Alto del Nudo i Morro Azul (Pereira), Alto de la Campana (APIA) i el Alto Cristalino (Belen de Umbria.)
Els sòls del departament tenen el seu origen en roques ígnies i cendres volcàniques derivades de roques sedimentàries i materials al·luvials i col·luvials.
Quant a la classificació agrològica (cultius), el 6,4% de l'àrea departamental (excepte els municipis de Pueblo Rico, Belén deUmbria, Mistrató, que no tenen estudi agrològic) correspon a les classes II, III i IV, el 77,2% a les classes V, VI, VII, i el 16,4% a la classe VIII i en aspecte agrològic es van considerar la superfície total Mj. i Fn., que ocupen el 58,6% de la superfície total considerada apta per a una varietat de cultius i boscos.

## Municipis
1. Apia
2. Balboa
3. Belén de Umbría
4. Dosquebradas
5. Guatica
6. La Celia
7. La Virginia
8. Marsella
9. Mistrato
10. Pereira
11. Pueblo Rico
12. Quinchía
13. Santa Rosa de Cabal
14. Santuario